# Knappe Kitty
Knappe Kitty of Goldie Glittergoud is een personage uit stripverhalen en tekenfilms rond Dagobert Duck. De eerste naam wordt voornamelijk in stripverhalen gebruikt, en de tweede in tekenfilms. Beide namen zijn een Nederlandse versie van haar Engelse naam "Glittering" Goldie O'Gilt. Kitty is volgens auteur Don Rosa de enige vrouw van wie Dagobert Duck gehouden heeft.

## Biografie
Volgens Back to the Klondike van de Amerikaanse tekenaar Carl Barks ontmoette hij haar voor het eerst in Dawson (Yukon, Canada) in 1896, waar ze werkte in de Blackjack Saloon als zangeres. Nadat Dagobert drie jaar later een goudvondst heeft gedaan, vergiftigt Kitty Dagobert in een poging zijn goud te stelen. Dagobert weet echter zijn goud terug te veroveren, neemt haar gevangen en laat haar op zijn claim werken. Jaren later, in de jaren 50, herinnert Dagobert zich dat hij op zijn claim een partij goud heeft begraven. Bovendien is Kitty hem nog 1000 dollar schuldig. Hij reist met zijn neven terug naar Klondike. Daar ontmoetten Dagobert en Kitty elkaar weer. Op dat moment is ze een arme oude vrouw die in Dagoberts oude hutje op de Witte Kwelling Kreek woont. Al het geld dat ze ooit had, stak ze in het verzorgen van weeskinderen. Dagobert dwingt haar om haar resterende juwelen in te leveren, alsook om het hutje terug te geven ter compensatie van de schuld. Dan bedenkt hij zich echter en houdt een wedstrijd met Kitty wie het eerst goud kan vinden. Hij doet alsof hij vergeten is waar hij zijn voorraad goud heeft begraven en laat zijn neven Kitty die plek aanwijzen om te graven. Kitty is gered en Dagobert kan, zijn reputatie intact, terugkeren naar huis.
Dit verhaal is destijds door de Amerikaanse uitgever gecensureerd, omdat er een vechtpartij in een saloon in voorkwam, en omdat ze het niet pluis vonden dat Dagobert een vrouw dwong een maand met hem op een afgelegen plek te leven.
Later komt Dagobert weer naar de Klondike omdat zijn werknemers er een pijpleiding aan het leggen zijn. Daar komt Dagobert Knappe Kitty weer tegen. Van het goud dat ze gevonden had heeft ze een stuk land gekocht en daar woont ze nu.
In de tekenfilmserie Ducktales wordt een andere verhaal verteld. Nadat oom Dagobert in Schotland is opgegroeid wil hij geld gaan verdienen door in goudmijnen te gaan werken. Hier komt hij in het westernstadje Klondike de charmante Goldie Glittergoud tegen, die alleen van goud houdt. Uiteindelijk werken ze samen een jaar hard om aan het goud te komen, daarna besluiten ze weg te gaan uit Klondike. Echter, de avond vóór dat ze zouden vertrekken wordt het goud gestolen. Dagobert denkt dat Goldie hierachter zit en vice versa. Uiteindelijk wordt het mysterie pas jaren later opgelost. Goldie komt later ook nog een aantal keer terug, bijvoorbeeld vlak voor het huwelijk van oom Dagobert met weer een andere vrouw. Oók zien we haar nog een keer in Ducktales terug met Govert Goudglans.
Over haar familie is weinig bekend, maar volgens de Italiaanse tekenaar Romano Scarpa heeft Kitty een kleindochter. Deze heet Floortje en is voornamelijk bekend in Italië en Brazilië.
De Amerikaanse tekenaar Keno Don Rosa heeft een theorie ontwikkeld die onder veel fans aanhang heeft gekregen, waarin Dagobert en Kitty verliefd waren op elkaar. (Dit idee was in Ducktales al ontwikkeld, maar heeft in die vorm geen aanhang gekend.) Rosa gaat uit van enkele schaarse momenten in het Barks-verhaal, waarin Kitty en Dagobert intiem zijn. Op al deze momenten is Kitty echter bezig Dagobert te beduvelen. Ze probeert zijn goud te stelen en jaren later, bij het weerzien, probeert ze Dagobert door middel van complimentjes af te leiden van haar schuld aan hem. Desalniettemin heeft Rosa enkele verhalen gemaakt waarin Kitty en Dagobert verliefd om elkaar heen draaien. Het verst ging hij in zijn tot nu toe laatste verhaal, 'De gevangene van Witte Kwelling Kreek', waarin in de originele versie gesuggereerd wordt dat Dagobert en Kitty geslachtsgemeenschap hebben in Dagoberts hutje. Een dergelijke verwijzing ging de redactie van de Nederlandse Donald Duck te ver en zij verwijderde dan ook alle verwijzingen naar deze daad.

## Stem
De Amerikaanse stem van Knappe Kitty is Joan Gerber vanaf 1987 in de televisieseries. Voor DuckTales uit 2017 werd de stem ingesproken door Allison Janney. De Nederlandse stem werd ingesproken door Ine Kuhr.